# Xarxa d'Innovació Pública

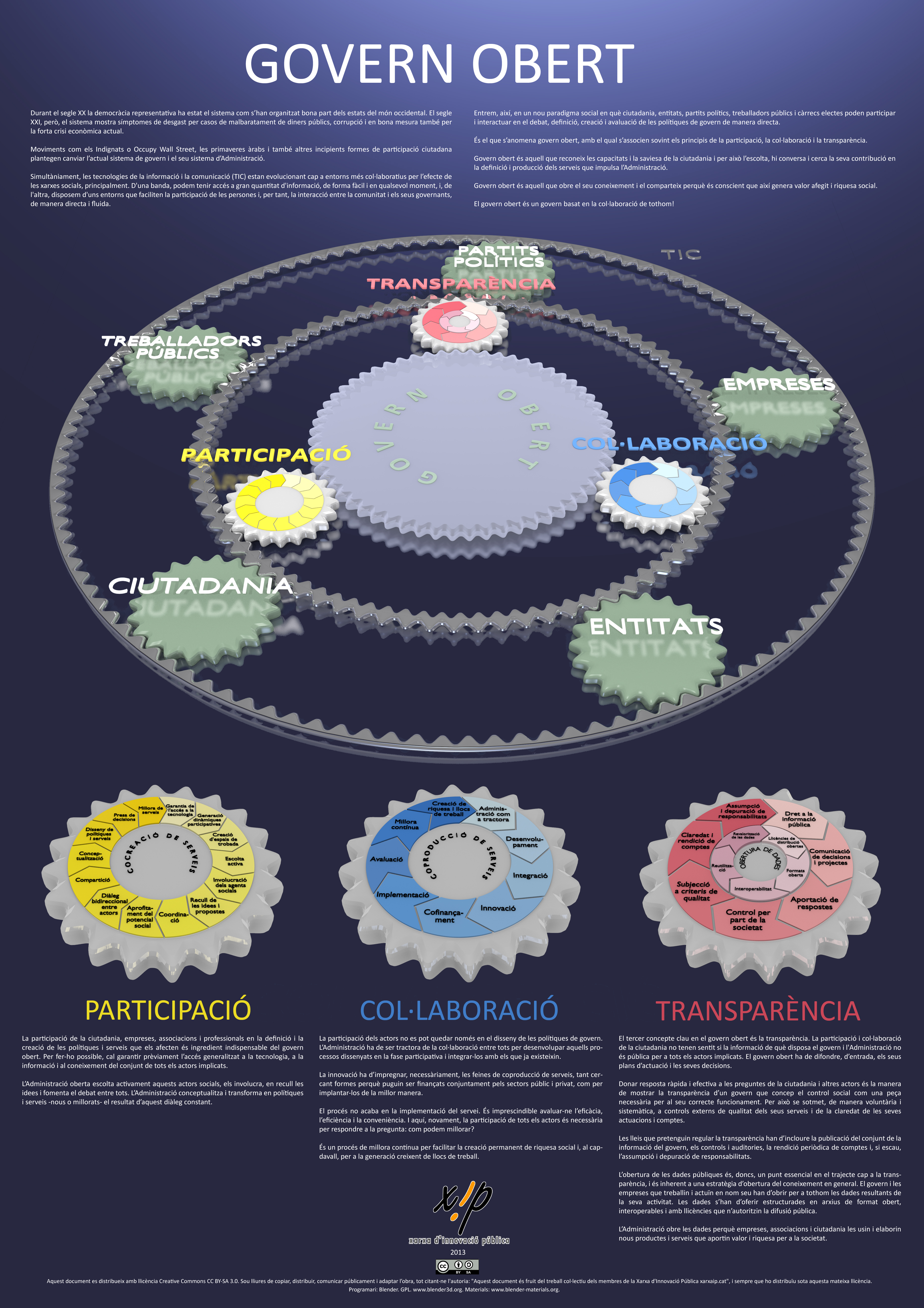
Infografia sobre el govern obert

La Xarxa d'Innovació Pública (XIP) està formada per un grup de professionals de diferents administracions públiques que tenen l'objectiu de promocionar la innovació i el coneixement obert dins del sector públic, implicant tant els agents institucionals com la societat civil. L'objectiu final és encomanar els processos d'innovació dins de l'estructura social, empresarial i administrativa, millorant-ne les formes d'organització externa i interna.
El mes de juny del 2012 va presentar el seu Ideari que és el fruit d'un treball col·laboratiu construït a partir de sis grans eixos: GOV, COM, NET, ORG, EDU i CAT, que intenten englobar els diferents àmbits d'acció en què la Xarxa d'Innovació Pública (XIP) es proposa incidir tot fent propostes concretes perquè l'Administració les tingui en consideració i les pugui implantar.
El 31 de gener de 2013 presenta el vídeo Govern obert, amb l'objectiu de difondre aquest concepte l, i també n'elabora una infografia. El 2014 exposa un nou projecte: el llibre 42 veus sobre el govern obert, una publicació col·laborativa en la qual 42 experts d'arreu del món ofereixen el seu coneixement sobre aquest concepte i que té com a resultat 42 articles breus i concisos sobre el govern obert.